# Франсуа-Анн Давід

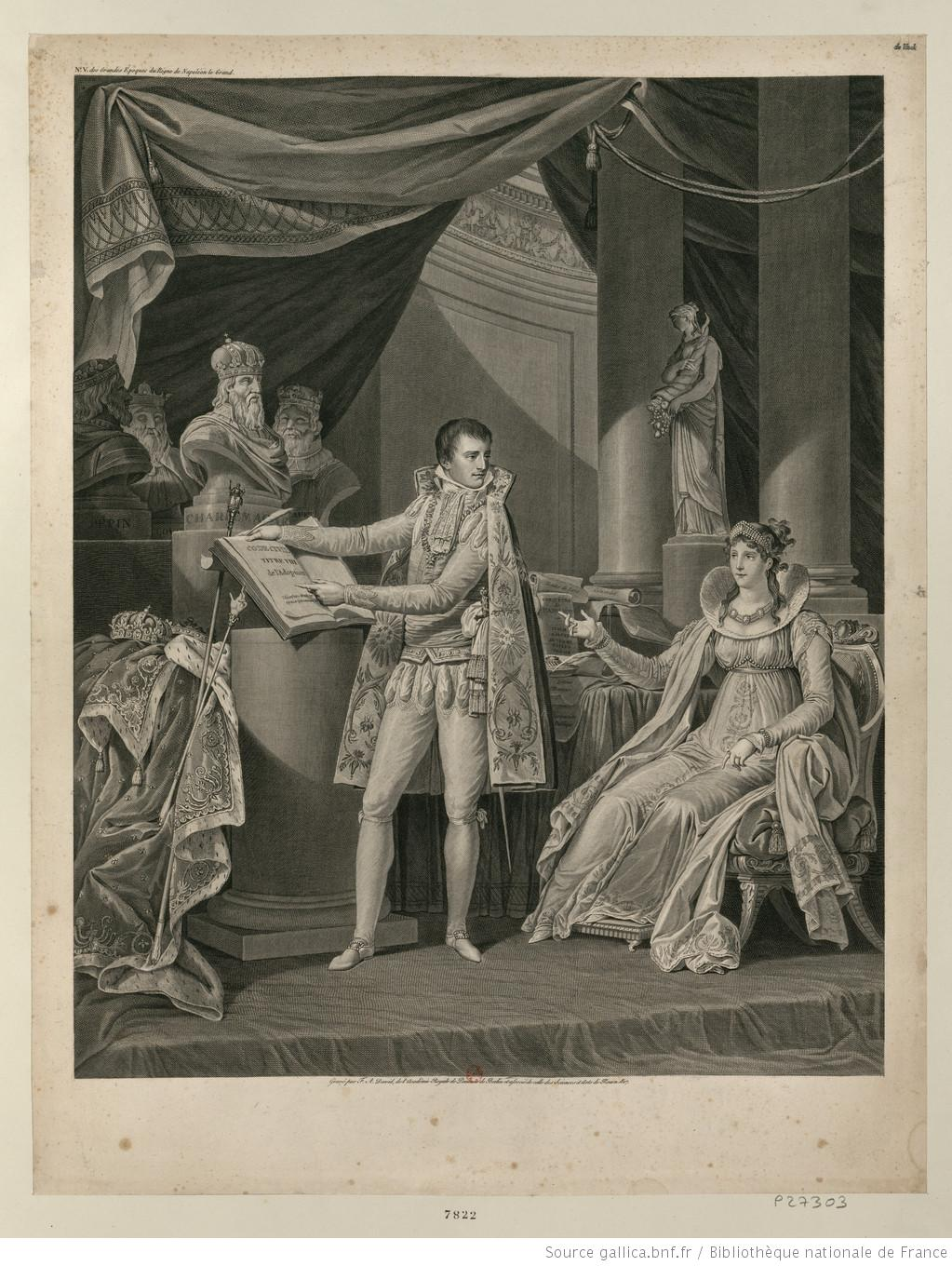
Наполеон Бонапарт представляє Цивільний кодекс імператриці Жозефіні

Франсуа-Анн Давід (фр. François-Anne David; 1741, Париж — 2 квітня 1824, там само) — французький гравер, майстер офорту, видавець.

## Біографія
Навчався мистецтву гравірування у Жака-Філіппа Леба. Продовжив навчання в Академії живопису, однак у січні 1765 року, згідно з запискою з протоколу Академії, був вигнаний на шість місяців за те, що поводився «без поваги» і «порушував спокій в Академії».
Жив і працював усе своє життя у Парижі. Був при дворі брата короля Людовіка XVI.
Створив та видав збірку гравюр з картин Клода Жозефа Верне та збірку гравюр «Музей Флоренції або Колекція каменів, статуй, медалей та картин, що знаходяться у Флоренції, переважно в кабінеті великого герцога Тоскани» (Le Museum de Florence ou Collection des pierres gravées, statues, médailles et peintures, qui se trouvent в Florence, principalment dans le Cabinet du Grand Duc de Toscane).

З 1802 по 1819 виставляв свої роботи в Паризькому Салоні. Був членом руанської академії наук, словесності та витончених мистецтв та Берлінської академії мистецтв.

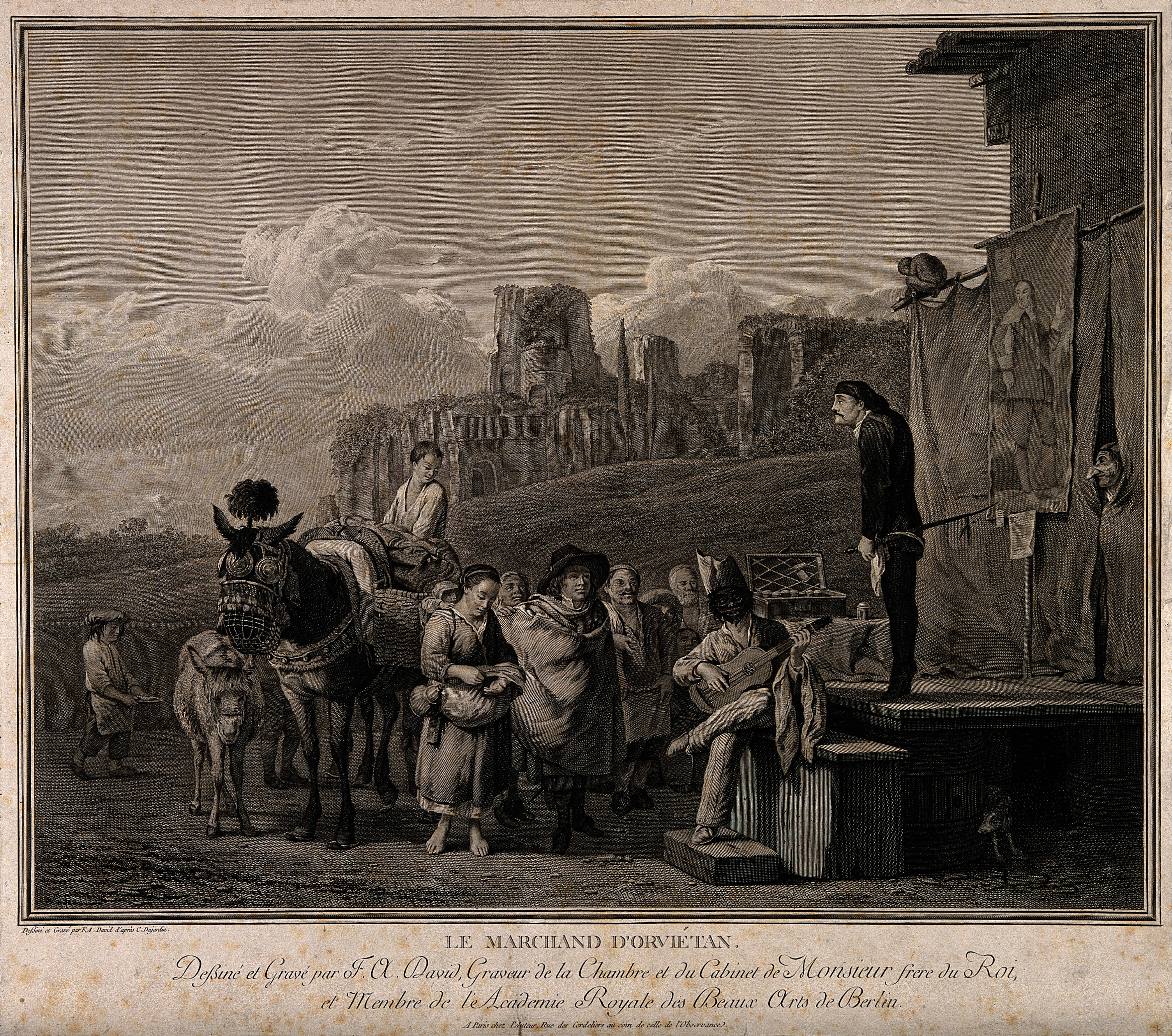
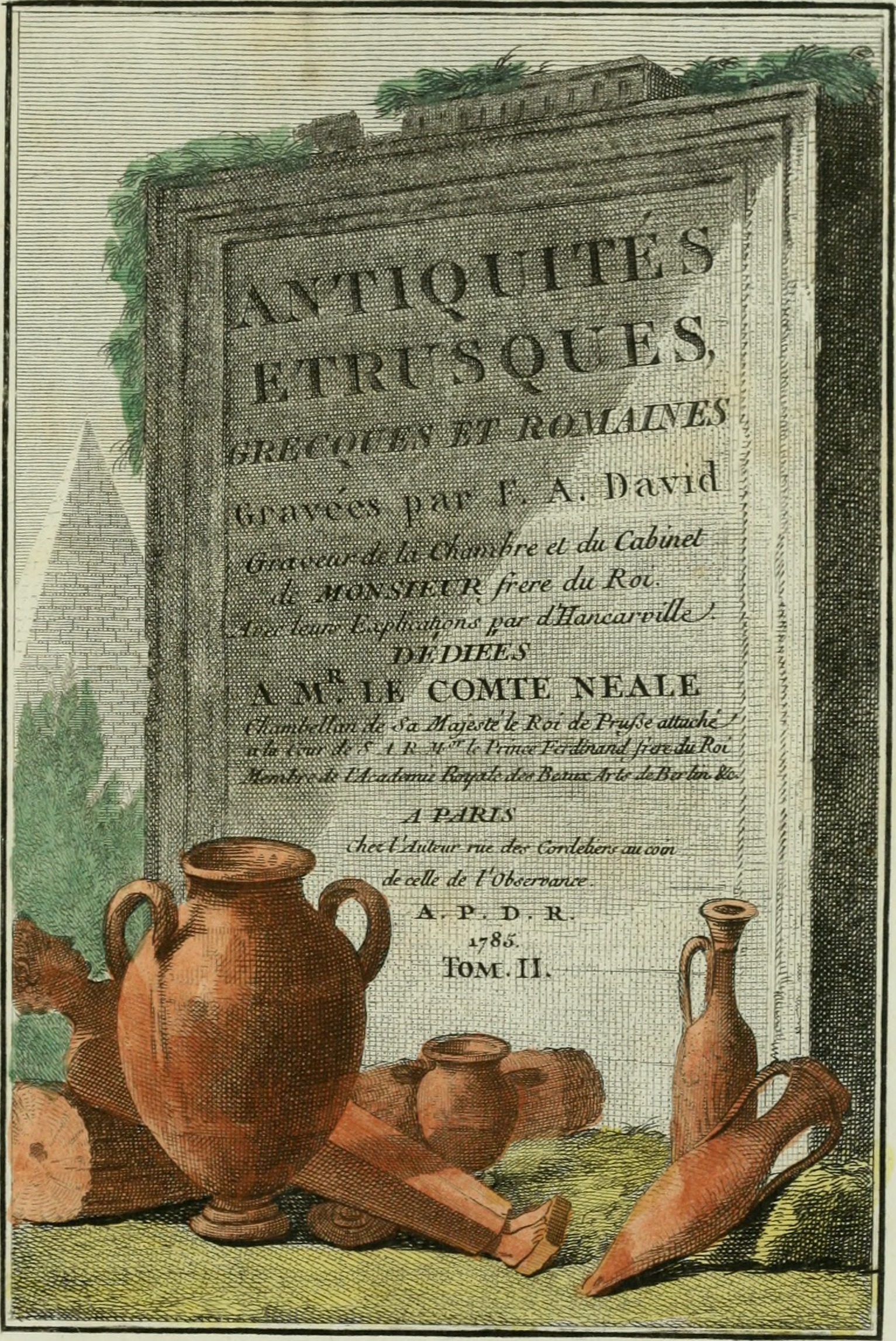
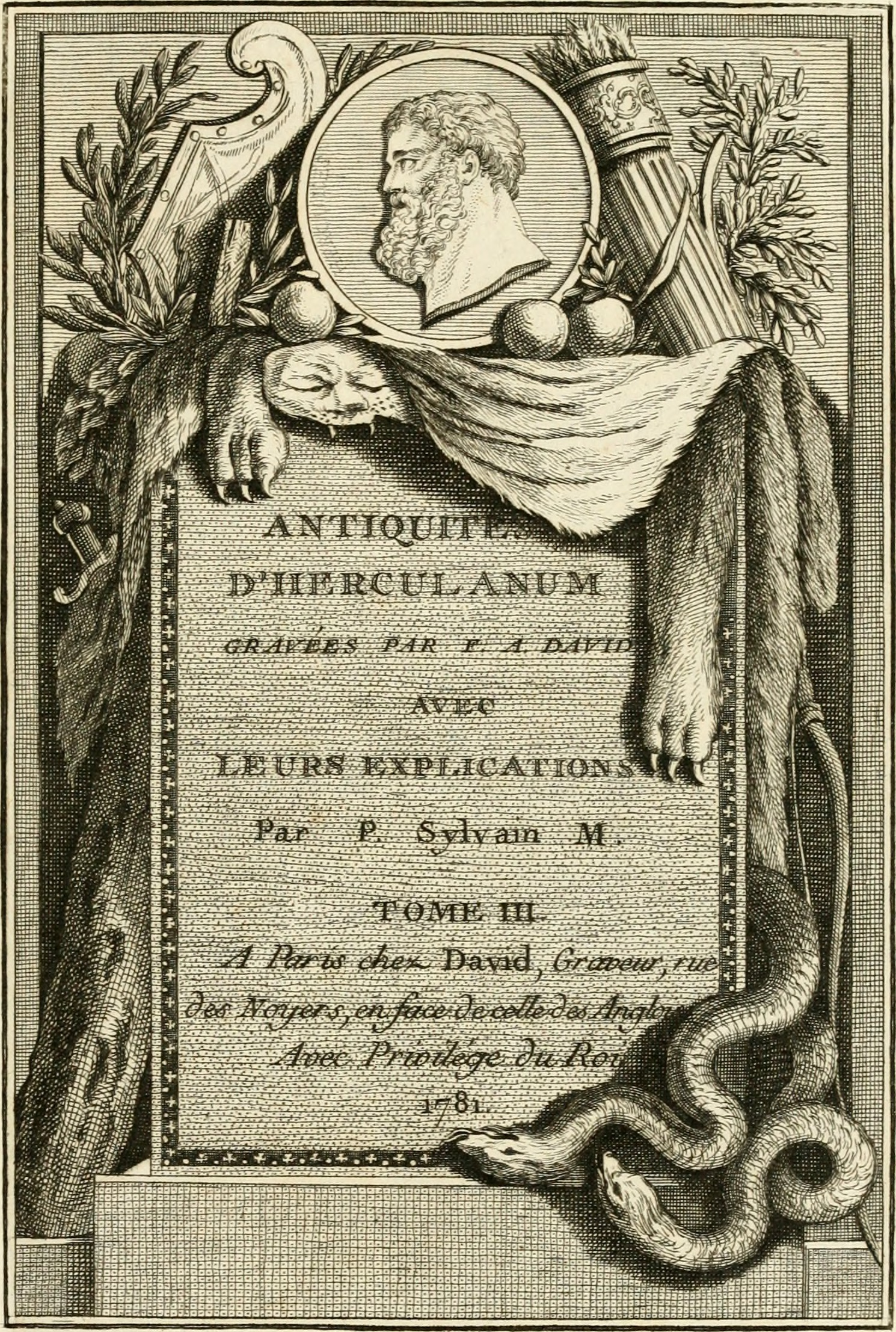
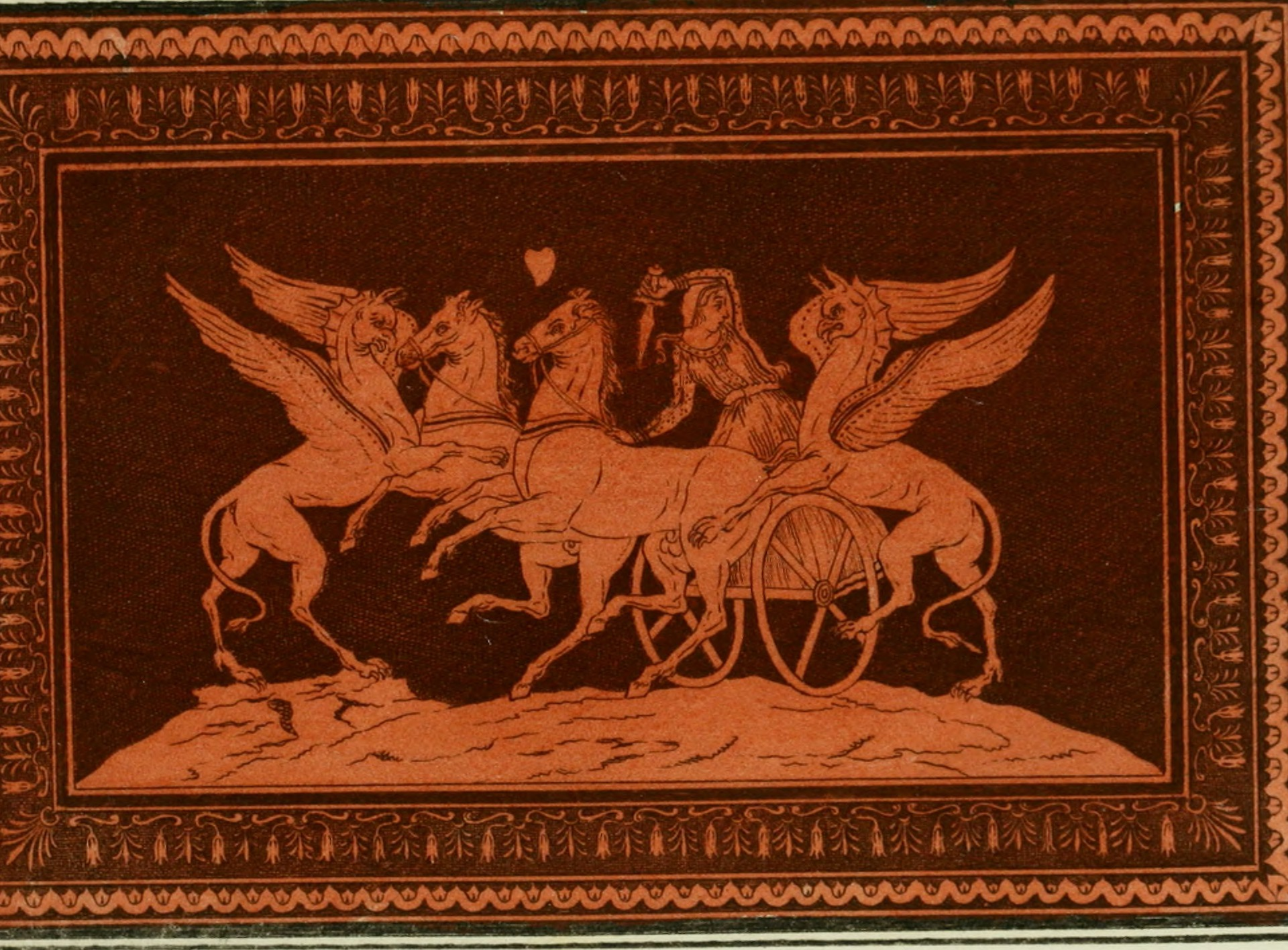